# 哈特蘭 (加利福尼亞州)
哈特蘭（英語：Hartland）是位於美國加利福尼亞州圖萊里縣的一個人口普查指定地區。

## 地理
哈特蘭的座標為35°39′07″N 118°57′19″W / 35.65194°N 118.95528°W，而該地最高點為海拔高度1384米（即4475英尺）。

## 人口
根據2010年美國人口普查的數據，哈特蘭的面積為1.582平方千米，當中陸地面積為1.582平方千米，而水域面積為0.000平方千米。當地共有人口30人，而人口密度為每平方千米18人。